# Al dormir junto a ti (album)
 (mars 2025).
Albums de Charles Aznavour
Canta en español
(1969) Dios
(1981)
Al dormir junto a ti (En dormant près de toi) est le 4e album studio de Charles Aznavour en espagnol. Il sort en 1978.
Cet album a été réédité en 1980 sous le titre Camarada aux États-Unis. Il comporte un réenregistrement du titre Viví (2e version de J'ai vécu).

## Liste des chansons
| 1. | Al dormir junto a ti (Dans ta chambre il y a) | Charles Aznavour (Adapt. Alex Marco / Celia Cantelis)                                    | 02:47 |
| 2. | Muy poco antes de la guerra (Avant la guerre) | Charles Aznavour (Adapt. Alex Marco / Celia Cantelis)                                    | 03:03 |
| 3. | Señora la vida (Merci Madame la vie)          | Charles Aznavour, Georges Garvarentz (Adapt. Alex Marco / Celia Cantelis)                | 02:33 |
| 4. | El cielo (It's heaven)                        | Charles Aznavour - Sheila Miller / Charles Aznavour (Adapt. Alex Marco / Celia Cantelis) | 04:09 |
| 5. | Chau, amor chau (Ciao mon cœur)               | Charles Aznavour, Georges Garvarentz (Adapt. Jaime Israel Mérida)                        | 02:18 |

| 6.  | Camarada (Camarade)                   | Jacques Plante / Charles Aznavour (Adapt. Alex Marco / Celia Cantelis)     | 03:20 |
| 7.  | Idiota, te quiero (Idiote je t'aime)  | Charles Aznavour / Georges Garvarentz (Adapt. Alex Marco / Celia Cantelis) | 02:53 |
| 8.  | Tú (You)                              | Herbert Kretzmer / Charles Aznavour (Adapt. Jaime Israel Mérida)           | 02:48 |
| 9.  | Viví (2e version) (J'ai vécu)         | Charles Aznavour (Adapt. Jaime Israel Mérida)                              | 03:29 |
| 10. | Habrá un despertar (On se réveillera) | Charles Aznavour / Georges Garvarentz (Adapt. Jaime Israel Mérida)         | 03:50 |